# Kavaliershäuser (Belvedere)

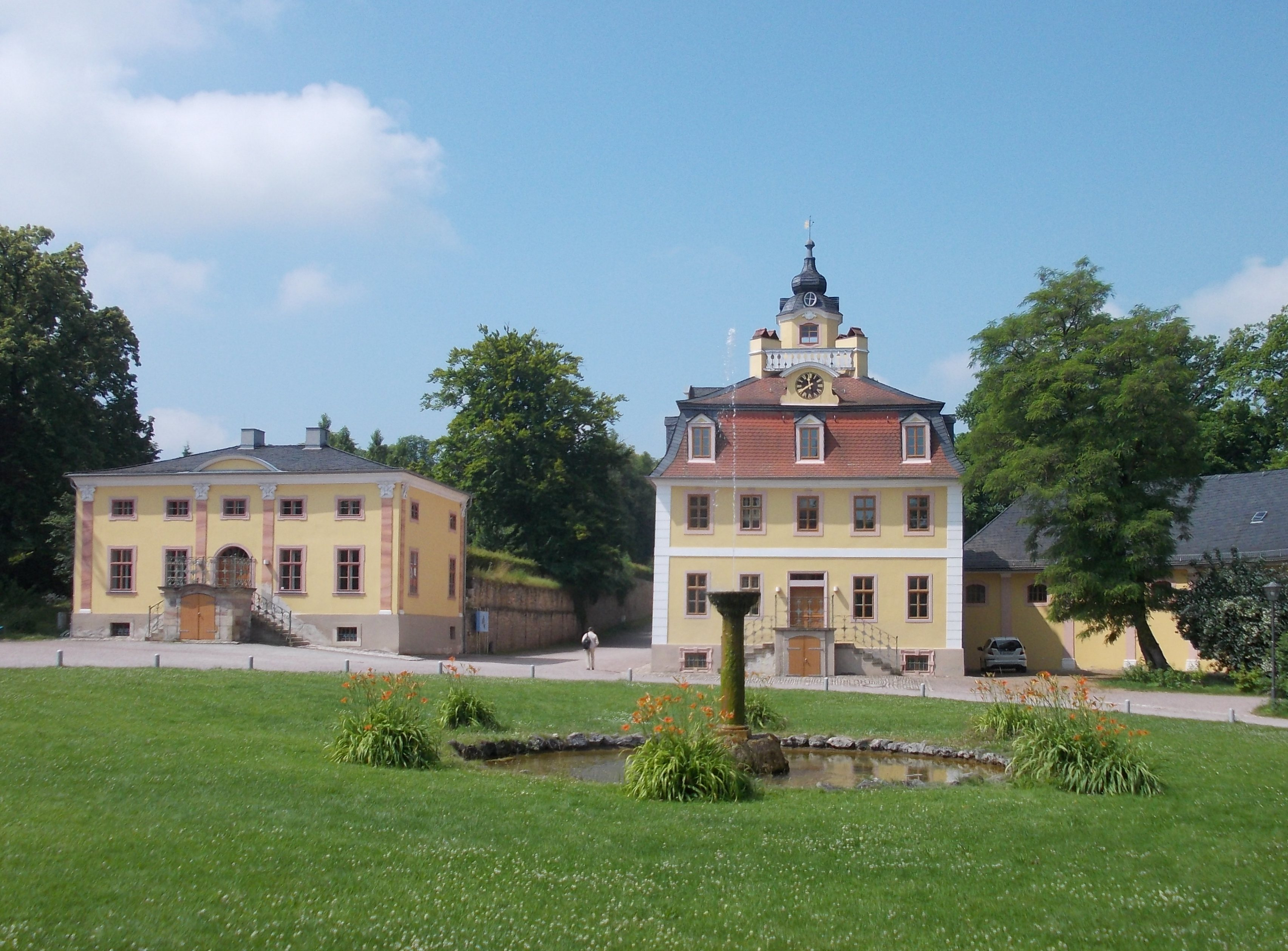
Westliche Kavaliershäuser

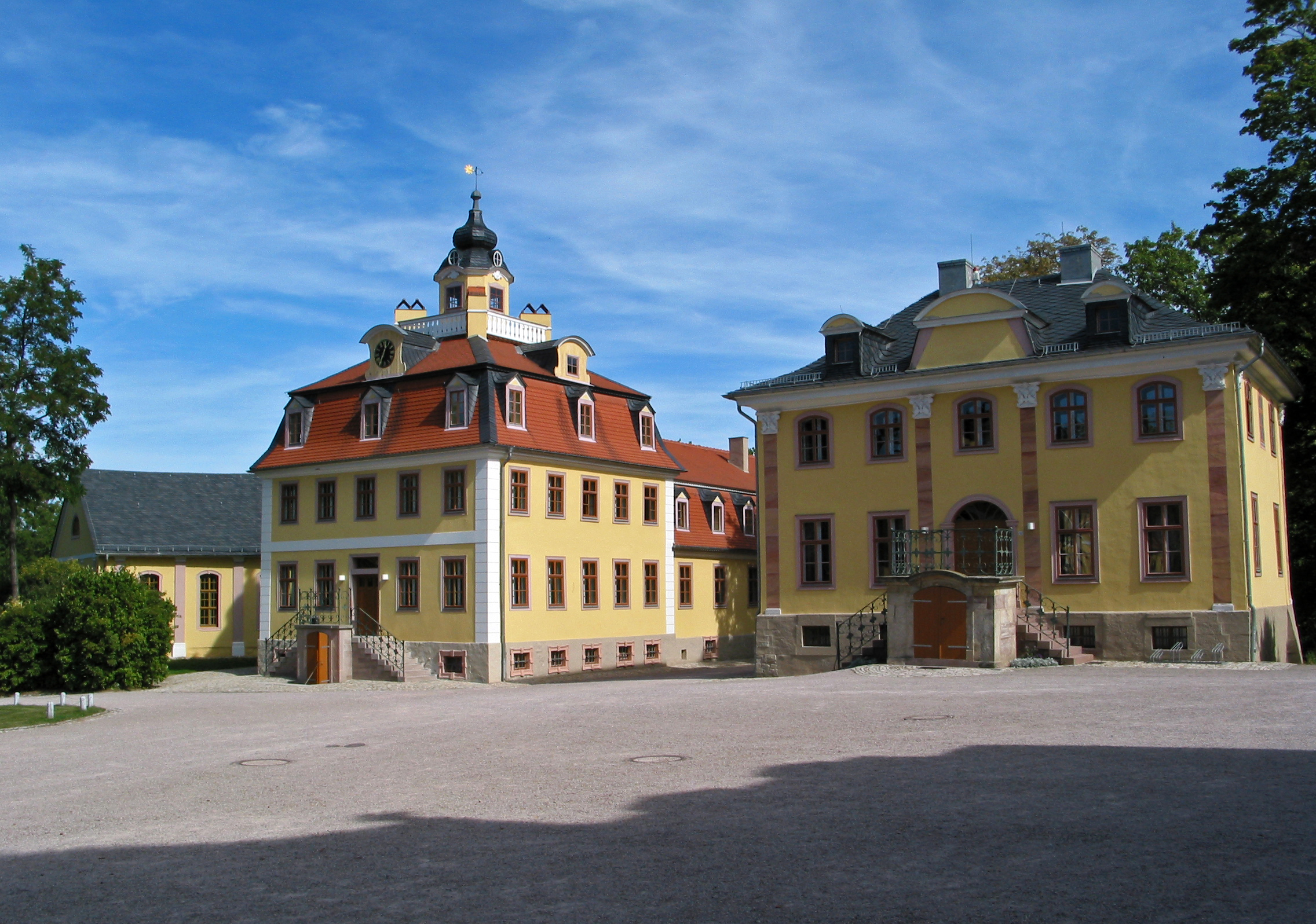
Östliche Kavaliershäuser

Im Bereich des Schloss und Park Belvedere in Weimar bilden vier Kavaliershäuser wesentlich den Vorplatz zum eigentlichen Jagd- und Lustschloss, außer dem Schloss selbst, und einer davor angeordneten Fontäne der Schlossfontäne, markant. Diese sind dem Barock zugehörig.

## Geschichte und Architektur
Die östlichen Kavaliershäuser werden Beethovenhaus und Bachhaus, die westlichen Mozarthaus und Haydnhaus genannt.
Die Entwürfe stammen von Johann Adolph Richter und Gottfried Heinrich Krohne 1728/29. Einer der westlichen und östlichen Kavaliershäuser waren der Uhrenpavillon, dessen Modifikation des Entwurfs von Krohne zur Ausführung kam. Die Entwurfszeichnungen davon sind erhalten. Die Kavaliershäuser sind spiegelbildlich angeordnet. Die Uhrenpavillons haben Dachreiter. Die Häuser mit dem Uhrenpavillon sind giebelständig. Von diesen geht jeweils ein gebogener Gebäudeabschnitt von der Längsseite ab. Die Enden dessen sind ebenso mit einem verbreiterten Anbau versehen die es die Uhrenpavillons selbst darstellen. Die anderen beiden haben Walmdach und einen rechteckigen Grundriss und sind von kleinerer Grundfläche. Diese waren das Bach- und Haydnhaus, die 1728 entstanden. Alle diese Kavaliershäuser haben eine beidseitig betretbare Treppe zum Eingang. Die Langhäuser mit den gebogenen Gebäudeteilen sind wiederum Teile der Menagerie.
Im Jahre 1958 wurde hier eine Spezialschule für Musik eingerichtet. Das Gebäude sog. Mozarthaus und der Alte Gasthof gehören zum Musikgymnasium Schloss Belvedere. Die anderen drei Kavaliershäuser wiederum gehören zur Hochschule für Musik Franz Liszt Weimar. Etwas abseits steht das als Wagnerhaus bezeichnete Studiotheater Belvedere Weimar.
Die Kavaliershäuser stehen wie die gesamte Schlossanlage auf der Liste der Unesco-Denkmale in Weimar und auf der Liste der Kulturdenkmale in Weimar (Sachgesamtheiten und Ensembles).